# Fatto su misura
Fatto su misura è un film del 1984, diretto da Francesco Laudadio.